# Playa de Fabal
La playa de Fabal se encuentra en el concejo asturiano de Navia y pertenece a la localidad española de Téifaros.
Está dentro de la Costa Occidental de Asturias y presenta protección ZEPA y LIC.

## Descripción
Presenta forma de concha, una longitud de unos 150 m y una anchura media de unos 35 m. Su entorno es rural, con un grado de urbanización medio y una peligrosidad baja. El acceso peatonal es de unos quinientos m de longitud. La arena tiene color tostado y su grano es de tipo medio. Está recogida entre acantilados en los extremos y tiene una gran belleza y trasmite una gran tranquilidad.
Los pueblos más próximos son Las Cortinas y Téifaros. Para acceder a la playa hay que llegar a Téifaros y atravesar un gran pinar donde ya no es posible seguir con el coche y hay que dejarlo allí. Se toma un camino en dirección nordeste divisando en primer lugar la playa de Frejulfe. Según se empieza el descenso hacia la cota del mar se ve a la izquierda el gran pedrero de la playa de Teifaros. Los últimos metros de bajada tienen una cierta dificultad, por lo que hay que tomar las debidas precauciones. La playa tiene un acantilado fósil de unos cien metros de longitud. La playa carece de cualquier servicio y las actividades recomendadas son la pesca recreativa con caña o la pesca submarina.